# Metsamor (stad i Armenien)
Metsamor (armeniska: Մեծամոր), till 1946 Ghamarlu, är en stad i Armavirprovinsen i Armenien.
Metsamor började byggas 1969 för att erbjuda bostäder till Metsamors kärnkraftverk. Orten fick namnet Metsamor efter den närbelägna floden Metsamor vid färdigställandet 1972. Flodens namn kommer från "mets" (stor) och "mor" (genitiv av moder). Namnet syftar sannolikt på Jungfru Maria. 
Stadsplanen ritades under ledning av Martin Mikayelyan.
Kärnkraftsverkets första reaktor togs i drift 1976 och dess andra reaktor 1980. De ställdes av 1999 efter den svåra jordbävningen 1988; en reaktor 2 togs åter i drift 1995 efter det att landet drabbats av en svår energikris.

## Bildgalleri

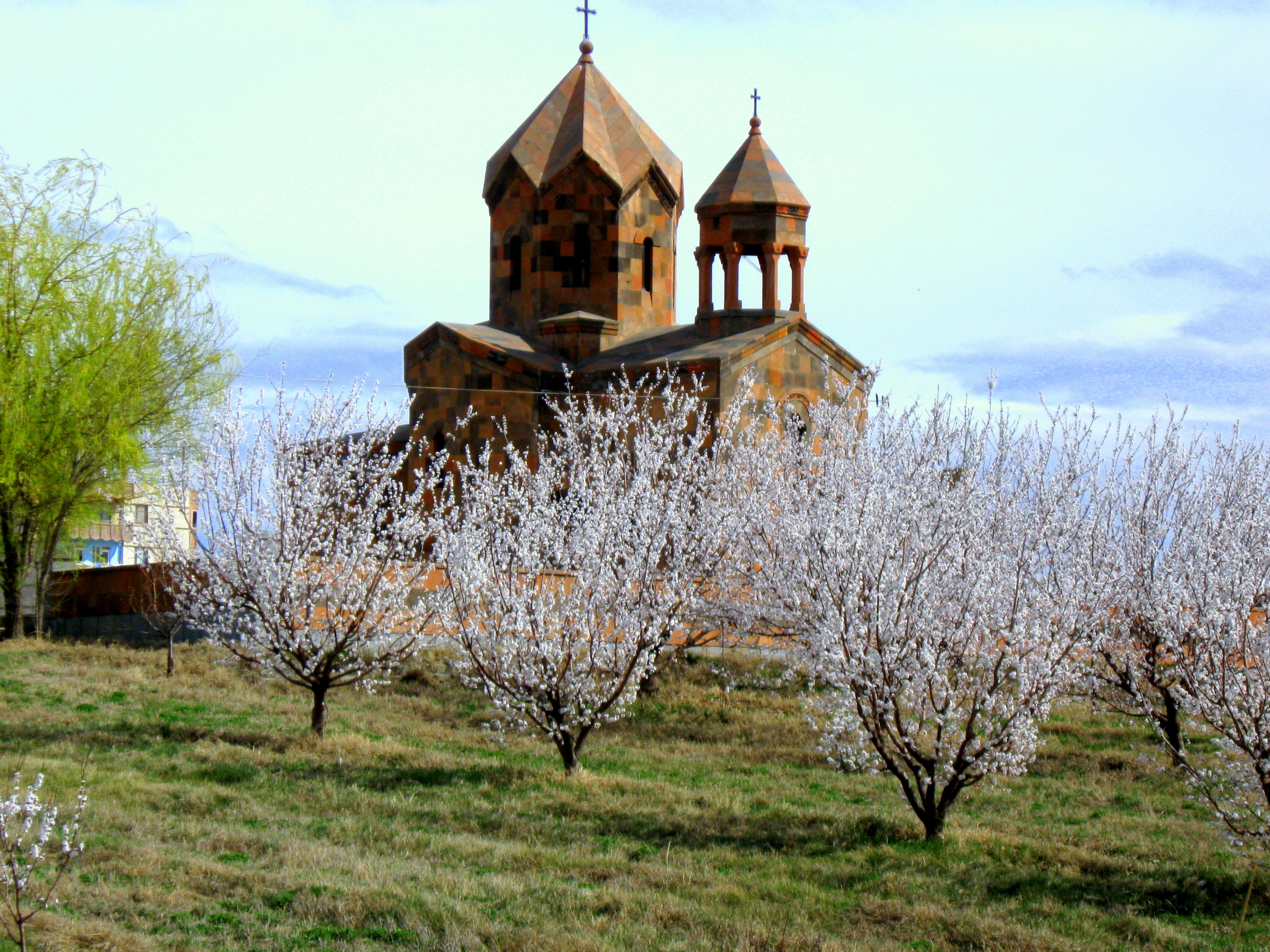
Sankt Lazaruskyrkan
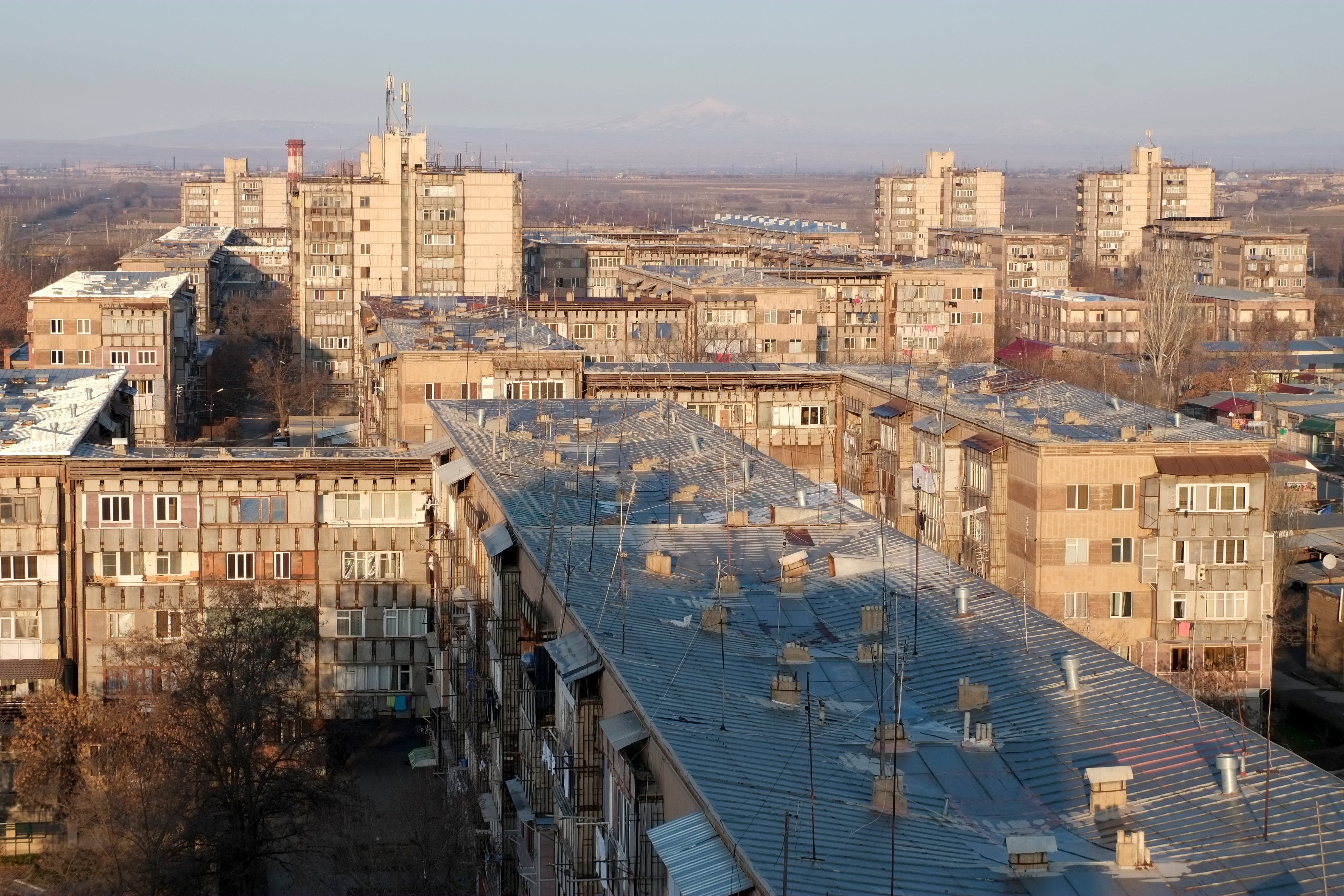
Översiktsbild
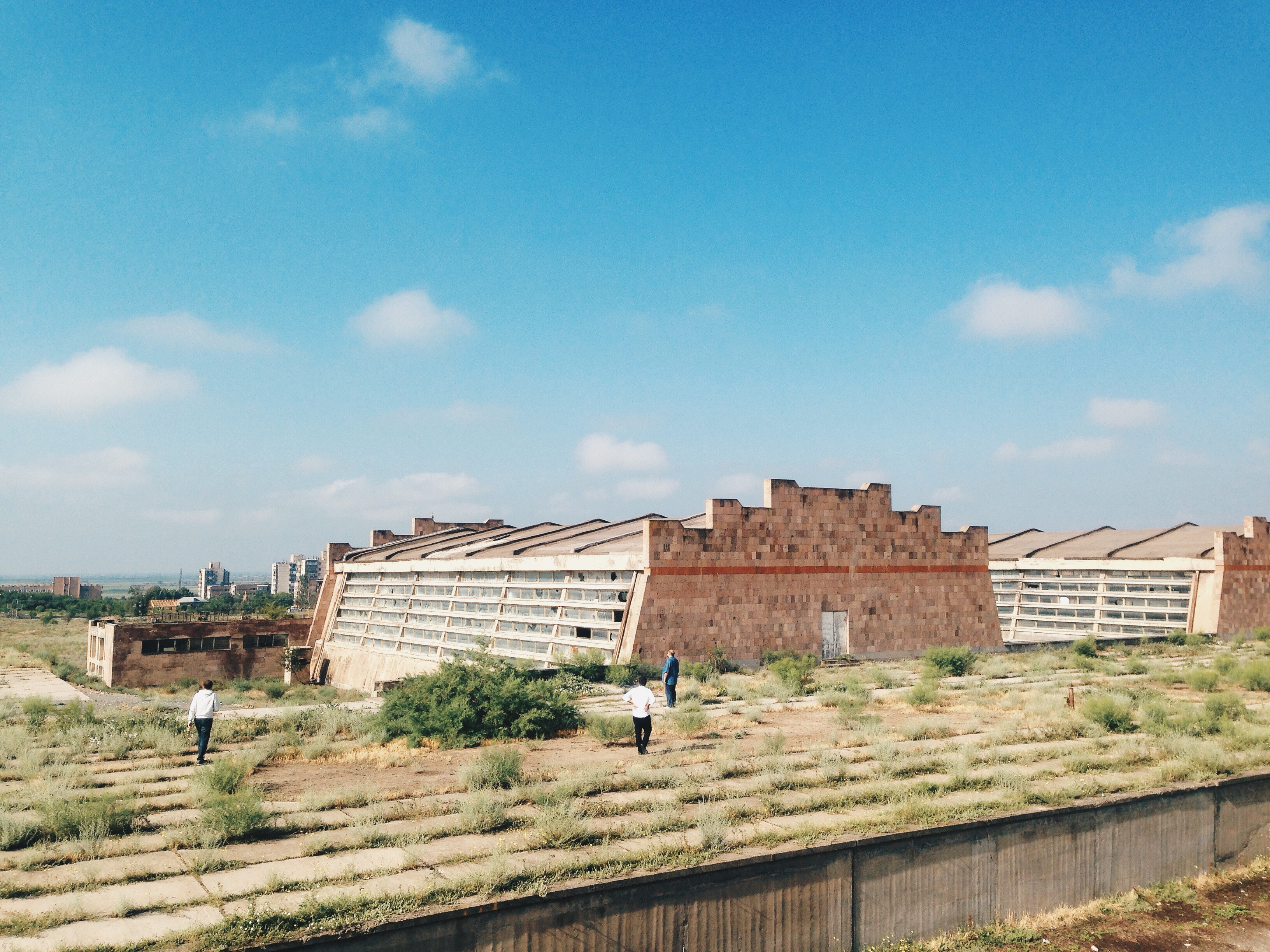
Sportpalatset